# Dorothee Westphal
Dorothee Westphal (* 27. März 1902 in Landsberg an der Warthe; † 30. Oktober 1968 in Garmisch-Partenkirchen) war eine deutsche Kunsthistorikerin.

## Leben
Dorothee Westphal war die Tochter des Richters Ernst Westphal (1871–1949), eines Enkel des Bankiers Alexander Mendelssohn und Ururenkel Moses Mendelssohns, und dessen Ehefrau Helene Minna Westphal, geb. Simon (1880–1965), Tochter des Kaufmanns James Simon (1851–1932), des Mäzens der Berliner Museen. Ihre Schwester war Leni Westphal (1912–2007).
Sie verbrachte ihre Kindheit in Duisburg und lebte von 1912 bis 1933 mit ihren Eltern in Potsdam. Ab 1922 studierte sie Kunstgeschichte, Klassische Archäologie und Geschichte in München, Wien und Berlin. 1929 wurde sie bei Adolph Goldschmidt in Berlin promoviert. Ab 1929 absolvierte sie ein Volontariat an den Berliner Museen und erhielt 1932/33 einen Werkvertrag für Vorarbeiten am Katalog der italienischen Gemälde der Gemäldegalerie. Im November 1933 wurde sie als „Nichtarierin“ entlassen. Sie führte ihre Studien privat fort und gab Privatunterricht in Kunstgeschichte. Nach Kriegsbeginn lebte sie im Untergrund in Berlin. Die Deportation ihrer Familie unterblieb aufgrund der Intervention des Generaldirektors Otto Kümmel wegen der Verdienste ihres Großvaters James Simon um die Berliner Museen. Nach 1945 war sie am Central Collecting Point in München beschäftigt, ab 1957 bei den Berliner Museen, wo sie die Museumsbibliothek in Dahlem aufbaute.

## Veröffentlichungen (Auswahl)
- Bonifazio Veronese (Bonifazio dei Pitati). Bruckmann, München 1931 (= Dissertation).